# КК Кошалин
КК Кошалин (пољ. AZS Koszalin) је био пољски кошаркашки клуб из Кошалина. 

## Историја
Клуб је основан 8. октобра 1968. године. Први пут су заиграли у највишем рангу 1986. године Најбољи пласман су остварили у сезони 2012/13. када су заузели треће место. Освојили су пољски куп 2010. године, савладавши у финалу Туров Згожелец. Такође су стигли до финала овог такмичења 2013. године.
Због финансијских проблема клуб је престао да се такмичи 2019. године.

## Успеси

### Национални
- Прва лига Пољске:
  - Треће место (1): 2013.

- Куп Пољске:
  - Освајач (1): 2010.
  - Финалиста (1): 2013.

## Познатији играчи
- Драган Лабовић
- Иван Раденовић